# Condado de Saint Mary's
O Condado de Saint Mary's (freqüentemente abreviado como Condado de St. Mary's) é um dos 23 condados do Estado americano de Maryland. A sede do condado é Leonardtown, e sua maior cidade é Leonardtown. O condado possui uma área de 1 582 km² (dos quais 734 km² estão cobertos por água), uma população de 86 211 habitantes, e uma densidade populacional de 29 hab/km² (segundo o censo nacional de 2000). O condado foi fundado em 1637.